# Vix pervenit
Vix Pervenit je papeška okrožnica (enciklika), ki jo je napisal papež Benedikt XIV. leta 1745.
V okrožnici je papež obsodil posojanje denarja za obresti.